# Анархічний комунізм

Прапор анархо-комуністів

Анархічний комунізм або анархо-комунізм (або вільний, лібертарний комунізм) (від грец. αναρχία — безвладдя; лат. commūnis — загальний) — один з напрямків анархізму та комунізму, який обґрунтовує ідею анархії ((тобто безвладного суспільства, в якому відсутні ієрархія і примус), основаного на взаємодопомозі і солідарності всіх людей), або за словами В. Ф. Білаша, нацштабу армії Нестора Махно, відомого українського анархо-комуніста початку XX ст., який посилається на ідею тогочасних українських анархо-комуністів: «самоуправління і безвладдя в сенсі відсутності прошарку паразитів при владі».

## Історія
Головним теоретиком, надавшим ідеї анархічного комунізму, народного самоуправління струнку, закінчену форму вважається Петро Олексійович Кропоткін (1842—1921), який при цьому зовсім не був першим анархістом-комуністом. Немає сумніву, що на розробку вчення вплинули сімейні традиції і вільний козацький дух та козацьке середовище, до якого від народження належав князь, нащадок славетного козацького отамана Івана Сулими, який колись зі своїм загоном зруйнував вщент фортецю Кодак.
Наприкінці 1905 на початку 1906 анархо-комунізм розколовся на дві течії: «безначальників» і «чорнознаменців». Перша дістала назву від назви журналу «Листок группы «Безначалие»», який вийшов у Парижі. Теоретики і лідери «безначальників» С. Романов та Н. Дивногорський вважали головним засобами боротьби проти самодержавства тероризм і експропріації, а соціальною базою анархізму — безробітних та люмпен-пролетарів («босяків»), з яких потрібно створювати «злочинні ватаги» для терористичної партизанської боротьби проти капіталу й держави. «Безначальники» не визнавали економічної боротьби, створення робітничих профспілок тощо. «Чорнознаменці» на чолі з І. Гроссман-Рощиним, проголосили «деперсоніфікований терор» проти буржуазії, тобто закликали до здійснення терористичних актів проти представників буржуазії лише за те, що ті належали до цього класу. До «чорнознаменців» входили і «анархісти-комунари», вони сповідували антибуржуазний терор у поєднанні з повстаннями для створення «тимчасових революційних комун». 
Упродовж революції 1905—07 анархо-комуністами в Україні було здійснено сотні терористичних актів та експропріацій, вони вступали в сутички з царськими військами, які придушували революційні виступи робітників та селян, вели збройну боротьбу проти місцевих відділень «Союза русского народа».
Поліція успішно боролася з організаціями анархо-комуністів і до 1909 повністю їх ліквідувала в Україні.
Учнем і продовжувачем його справи, який сприяв втіленню ідей анархічного комунізму в життя, став Нестор Іванович Махно, український козацький військовий і політичний діяч, всесвітньовідомий лідер революційної повстанської армії України, в 1917-23 рр., який не лише вивчав праці Кропоткіна, але якого у його боротьбі за народну свободу і радянську владу визнав і благословив сам Кропоткін, під час їх зустрічі у 1917-18 рр. у Москві. Слід відмітити, що Нестор Махно підтримував Петра Олексійовича і його сім'ю в останні роки його життя, до своєї еміграції.
Багато прихильників анархічного комунізму називали себе комуністами і зробили значний внесок у встановлення радянської влади, влади народу у формі влади рад в Україні, боротьбу за народну свободу. Напр. ще 28 липня 1908 року, український козак, анархічний комуніст Прокіп Семенюта, який боровся проти царського режиму в останньому слові перед стратою сказав: «боролся против угнетателей, против царя и его холуев, за свободу и коммунизм».
Все це дозволяє говорити про анархічний комунізм, зокрема про україноруський анархічний комунізм, як про продовження і втілення в умовах XIX—XX ст. стародавніх народних ідей про рівність, свободу і волю для всіх людей без винятку, носіями і виразниками яких було російське козацтво — вільні люди центральної Євразії XVI—XIX ст.

## Сутність анархо-комунізму
Анархо-комунізм є соціально-економічною течією анархістської думки, що закликає до створення суспільства, що існує на основі загального самоврядування, що вибудовується знизу вгору, в якому буде відсутня приватна власність, замість якої пропонується вільне користування усіма продуктами праці усіма членами суспільства. При цьому товарне виробництво має бути замінене «достаток для всіх», тобто, висловлюючись словами П. А. Кропоткіна:
«Одним словом, нехай кожен бере скільки завгодно всього, що є в надлишку, і отримує обмежену кількість всього того, що доводиться рахувати і ділити!»

## Основи анархо-комунізму
1. Децентралізація
2. Свобода
3. Рівність
4. Взаємодопомога

- Децентралізація — заміна централізованої держави і управління вільної федерацією самоврядних територіальних комун (громад) та виробничих спілок[7].

- Свобода — мається на увазі в першу чергу свобода для повного і всебічного розвитку особистості без зовнішнього обмеження в особі державного уряду, так і само фінансового обмеження. Відповідно мова йде про свободу від політичного та економічного тиску, коли правителі змушують людину чинити тим або іншим чином, з огляду на державні закон и, а товарно-грошові відносини змушують продавати свою робочу силу власникам приватної власності і засобів виробництва. Всі люди повинні мати рівну можливість вільно, і у взаємній згоді з іншими людьми визначати умови власного життя[8].

- Рівність — означає відсутність ієрархії, однакові для всіх можливості задоволення індивідуальних потреб і потреб, а також рівний доступ до всіх суспільних благ[9].

- Взаємодопомога — мова йде про те, щоб замінити егоїзм, який розділяє людей, солідарністю, покликання якої відновити суспільну гармонію, коли люди допомагають один одному і піклуються про ближніх, виходячи з принципу "допоможеш ти, допоможуть тобі "[10].

## Відомі анархо-комуністи
- Анархо-комуністи (категорія)